# Walpurgis Rites — Hexenwahn
| Оценки критиков | Оценки критиков |
| Источник        | Оценка          |
| --------------- | --------------- |
| About.com       | [ 1 ]           |
| Allmusic        | [ 2 ]           |
| Blabbermouth    | [ 3 ]           |

Walpurgis Rites – Hexenwahn — восьмой полноформатный студийный альбом австрийской метал-группы Belphegor, выпущенный лейблом Nuclear Blast Records 9 октября 2009 года. Продюсером альбома выступил Энди Классен, ранее принимавший участие в записи Pestapokalypse VI и Bondage Goat Zombie. Запись альбома проходила в  Stage One Studio in Berlin, в Берлине, с января по июль 2009 года.

## Список композиций
| №                   | Название                       | Длительность |
| ------------------- | ------------------------------ | ------------ |
| 1.                  | «Walpurgis Rites»              | 3:09         |
| 2.                  | «Veneratio Diaboli - I Am Sin» | 7:02         |
| 3.                  | «Hail the New Flesh»           | 5:32         |
| 4.                  | «Reichswehr in Blood»          | 4:36         |
| 5.                  | «The Crosses Made of Bone»     | 4:26         |
| 6.                  | «Der Geistertreiber»           | 3:41         |
| 7.                  | «Destroyer Hekate»             | 3:37         |
| 8.                  | «Enthralled Toxic Sabbat»      | 4:33         |
| 9.                  | «Hexenwahn - Totenkult»        | 2:44         |
| Общая длительность: | Общая длительность:            | 39:23        |

## Участники записи
| Belphegor - Helmuth Lehner - вокал, гитара, семплирование - Serpenth - бас-гитара, семплирование - Morluch - гитара Приглашенные музыканты - Rachael Hecate - вокал - Andy Classen - семплирование - Tomasz "Nefastus" Janiszewski - ударные |  | Production - Anthony "Aegathis" Paulini - тексы песен - Rachael "Hecate" Kozak - тексты песен - Bartholomäus "Barth" Resch - тексты песен - Pagan Meggido - тексты песен - Marcelo Henrique "Marcelo HVC" Vasco - оформление альбома - Gerd Andraschko - фотографии - Andy Classen - микширование, мастеринг |

## Чарты
| Чарт (2009)           | Позиция |
| --------------------- | ------- |
| Austrian Albums Chart | 60      |
| German Albums Chart   | 99      |

## Релизы
| Формат                       | Регион           | Дата                 | Лейбл         |
| ---------------------------- | ---------------- | -------------------- | ------------- |
| CD, LP, цифровая дистрибуция | Europe           | 9 октября 2009       | Nuclear Blast |
| CD, LP, цифровая дистрибуция | Россия           | 9 октября 2009       | Irond Records |
| CD, LP, цифровая дистрибуция | Северная Америка | 20 октября 2009 года | Nuclear Blast |